# Metapogon tarsalus
Metapogon tarsalus là một loài ruồi trong họ Asilidae. Metapogon tarsalus được Wilcox miêu tả năm 1964. Loài này phân bố ở vùng Tân Bắc giới.